# Ordoni Ramírez
Ordoño Ramírez, dit el Cec (c. 981–abans de 1024) va ser fill del rei de Lleó Ramir III i de la reina Sança Gómez. Era net de Sanç I de Lleó i de la reina Teresa Ansúrez, i per via materna de Gómez Díaz, comte de Saldaña i membre del llinatge dels Banu Gómez, i la comtessa Muniadona Fernández.
Figura en la documentació des de 1014 fins a 1017 com a rubricant de dos documents del rei Alfons V de Lleó. La seva vida transcorre a Astúries. Segons la medievalista Margarita Torres, els enfrontaments entre el rei Beremund II de Lleó i els Banu Gómez van poder deure's a la defensa d'aquests últims dels millors drets al tron de l'infant Ordoño, nebot del nou cap d'aquesta poderosa estirp, García Gómez, successor del seu pare Gómez Díaz, comte de Saldaña.
Va contreure matrimoni al voltant de l'any després de 1000 i abans de 1016 amb la infanta Cristina Bermúdez, filla de Beremund II de Lleó i la reina Velasquita Ramírez. D'aquest matrimoni, probablement propiciat per la reina Velasquita i per la reina vídua Teresa Ansúrez, ambdues recloses al Monestir de San Pelayo d'Oviedo, descendeix el més important llinatge d'Astúries del segle xi. Els fills documentats dels infants Ordoño i Cristina van ser:
- Alfons Ordóñez (abans de 1016-1057).[3] Es va casar amb Fronilde de qui va tenir a Cristina i a Enderquina Alfonso. Està enterrat en el monestir de Cornellana que va fundar la seva mare. Va estar en la cort dels seus cosins Ferran I i Sança de Lleó els qui en 1047 li van nomenar comte.[1] En 1057 va morir en combat quan el rei Ferran I assetjava la ciutat portuguesa de Lamego que estava en mans dels musulmans —derrotats pels exèrcits cristians el 29 de novembre de 1057.[4]

- Aldonça Ordóñez (m. després de 1056). Esposa del comte Pelayo Froilaz, anomenat el Diaca, fill del comte Fruela Jiménez i nebot de Piniolo Jiménez, fundador del monestir de Corias.[5] Van tenir vuit fills, tots documentats. Va rebre sepultura al monestir de Santa María de Villanueva de Teberga És ascendent directa del cèlebre comte Suero Bermúdez i del seu germà el comte Gutierre Bermúdez.[2]

- Ordoni Ordóñez (m. després de 1073).[6] Important personatge, va rebre l'ofici d'alferes reial al voltant de 1042. El rei de Lleó Ferran I li va encomanar el govern de Palenzuela, on va fixar la seva residència i van quedar vinculats els fills que va tenir amb Enderquina, especialment el comte García Ordóñez.[7][8] Una altra filla, Teresa Ordóñez, va casar amb Álvar Díaz de Oca que els seus descendents van ser, entre d'altres, els comtes de Noreña i Gontrodo Pérez,[7]amant del rei Alfons VII de Lleó i mare de la reina Urraca l'Asturiana. L'últim esment en la documentació medieval del comte Ordoño va ser el 3 de desembre de 1072 juntament amb el seu fill el comte García Ordóñez.

- Pelaia Palla Ordóñez, dita doña Palla en a la documentació, esposa del magnat Bermudo Armentáriz, tots dos fundadors de l'església de Santa María d'Otur.[5]

La descendència dels infants Ordoni i Cristina és esmentada per Rodrigo Jiménez de Rada en la seva crònica del rei Beremund II: «...de Velasquita va tenir a la infanta Cristina; aquesta Cristina va tenir d'Ordoni el Cec, fill del rei Ramir, a Alfons, Ordoño, la comtessa Pelaia i Aldonça», informació que coincideix amb la documentació asturiana de diversos monestirs, incloent el de Cornellana i el de Corias, així com en la Catedral de San Salvador d'Oviedo.
Hauria mort entre l'any 1017, any de la seva última aparició en la documentació, i abans del 31 de març 1024, data en què Cristina, declarant-se vídua, fa una donació per a la fundació del monestir de Cornellana.